# Microfossile

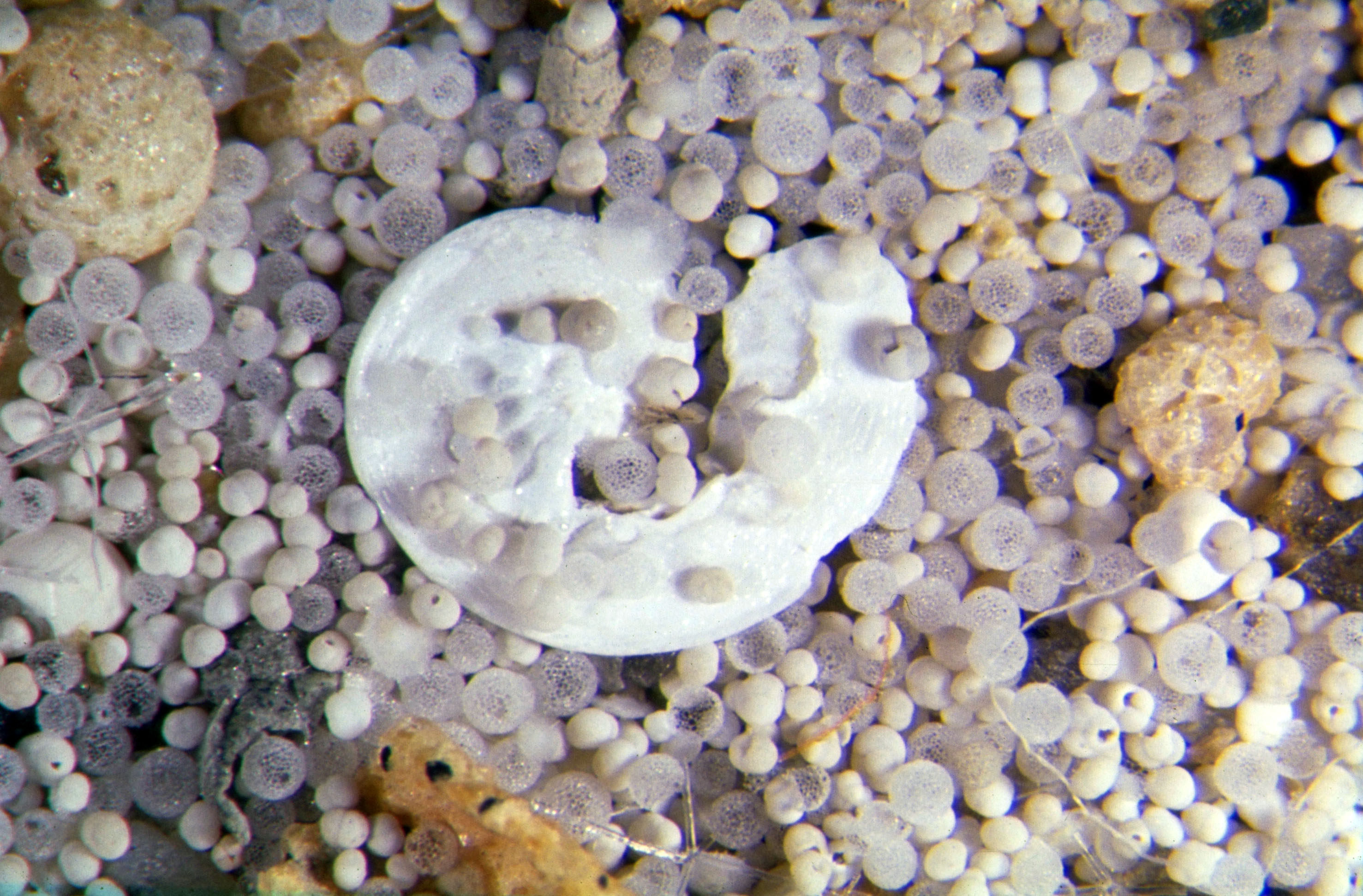
Microfossili marini, sedimenti della piattaforma continentale Antartica

I microfossili sono fossili di piccole dimensioni (per definizione, dimensioni inferiori a 4 mm, ma generalmente le dimensioni sono inferiori a 1 mm) il cui studio richiede il ricorso alla microscopia ottica o elettronica, mezzi tecnici differenti da quelli messi in atto nello studio dei "macrofossili", vale a dire nello studio dei fossili classici, di dimensioni superiori o uguali a 4 mm.

## Classificazione
Lo studio dei microfossili, realizzato dai paleontologi, si divide in due branche:  
- la micropaleontologia, disciplina che si interessa ai microfossili di organismi, o di parti di questi, provvisti di strutture in cui sono presenti minerali anche durante la loro  vita, per es., coccoliti, foraminiferi, radiolari, diatomee, ecc.
- la palinologia, disciplina che si interessa ai palinomorfi, microfossili di organismi, o di parti di questi, con pareti esterne organiche, prive di minerali durante la loro vita.

## Storia
I microfossili sono diffusi nella Scala dei tempi geologici dal Precambriano fino all'Olocene, ossia all'epoca odierna.
Grazie alle loro piccolissime dimensioni e al loro cosmopolitismo, i microfossili si ritrovano in pressoché tutti i depositi sedimentari, soprattutto nelle rocce argillose, anche laddove i macrofossili sono assai scarsi o assenti. Inoltre, un campione di roccia fornisce, in genere, numerose specie di microfossili o numerosi individui della stessa specie. Ne deriva che le determinazioni micropaleontologiche sono generalmente più complete e sicure di quelle "macropaleontologiche". Pertanto i microfossili rivestono un notevole interesse pratico soprattutto nell'esplorazione del suolo attraverso perforazioni, come nella ricerca petrolifera.